# Przełęcz Użocka
Przełęcz Użocka (ukr. Ужоцький перевал, Użoćkyj perewał) – przełęcz w Bieszczadach (Karpaty Wschodnie), na obszarze Ukrainy, u południowo-wschodniego krańca Polski (dokładnie sama przełęcz znajduje się ok. 200 m poza granicami Polski). Wysokość 853 m n.p.m. (niektóre ukraińskie źródła podają 889 m n.p.m.). 
Przełęcz Użocka oddziela Bieszczady Zachodnie od Wschodnich. Po północnej stronie przełęczy znajdują się źródła Sanu, a po południowej – Użu. Od strony północnej podejście na przełęcz jest (względnie) łagodne, natomiast od strony południowej zbocza stromo opadają w dolinę Użu. Z przełęczy rozpościera się panorama polskich i ukraińskich Bieszczadów.
Przez Przełęcz Użocką przebiega mało uczęszczana droga regionalna H13 ze Lwowa przez Użok do Użhorodu. W 1905 władze Austro-Węgier przeprowadziły przez przełęcz strategiczną linię kolejową łączącą Użhorod z Samborem i dalej ze Lwowem i Przemyślem. Jest to do dziś jedna z najpiękniej położonych linii kolejowych w Karpatach. Droga i linia kolejowa schodzą w dolinę ostrymi serpentynami. Linia kolejowa pokonuje cały szereg wiaduktów i tuneli.
Biegnie stąd ukraiński szlak turystyczny na Opołonek i Kińczyk Bukowski – szczyty leżące na granicy polsko-ukraińskiej, niedostępne dla turystów ze strony polskiej ze względu na położenie na terenie Bieszczadzkiego PN:
- Przełęcz Użocka (853 m n.p.m.) – Opołonek (1028 m n.p.m.) – Kińczyk Bukowski (1251 m n.p.m.) – Przełęcz Bukowska (1107 m n.p.m.)

Na przełęczy toczyły się ciężkie walki w czasie I i II wojny światowej. Przed Przełęczą Użocką stworzono potężny węzeł obrony tzw. linię Arpada. Na zboczach gór zbudowano w tym celu wiele kilometrów okopów oraz rozmieszczono 30 betonowych і 60 drewniano-ziemnych bunkrów, użytych podczas operacji karpackiej. Ich pamiątką są cmentarz wojenny z I wojny, pomnik Strzelców Siczowych i pomnik żołnierzy radzieckich poległych przy forsowaniu Karpat w październiku 1944. 20 marca 1939 na Przełęczy Użockiej miała miejsce uroczystość z okazji ustanowienia granicy polsko-węgierskiej po zajęciu Zakarpacia przez Węgry. Wojska radzieckie przekroczyły przełęcz 18 października 1944.
Poprzednią (patrząc od zachodu) przełęczą w głównym grzbiecie Karpat jest Żydowski Beskid, a następną – Ruski Put.

## Galeria

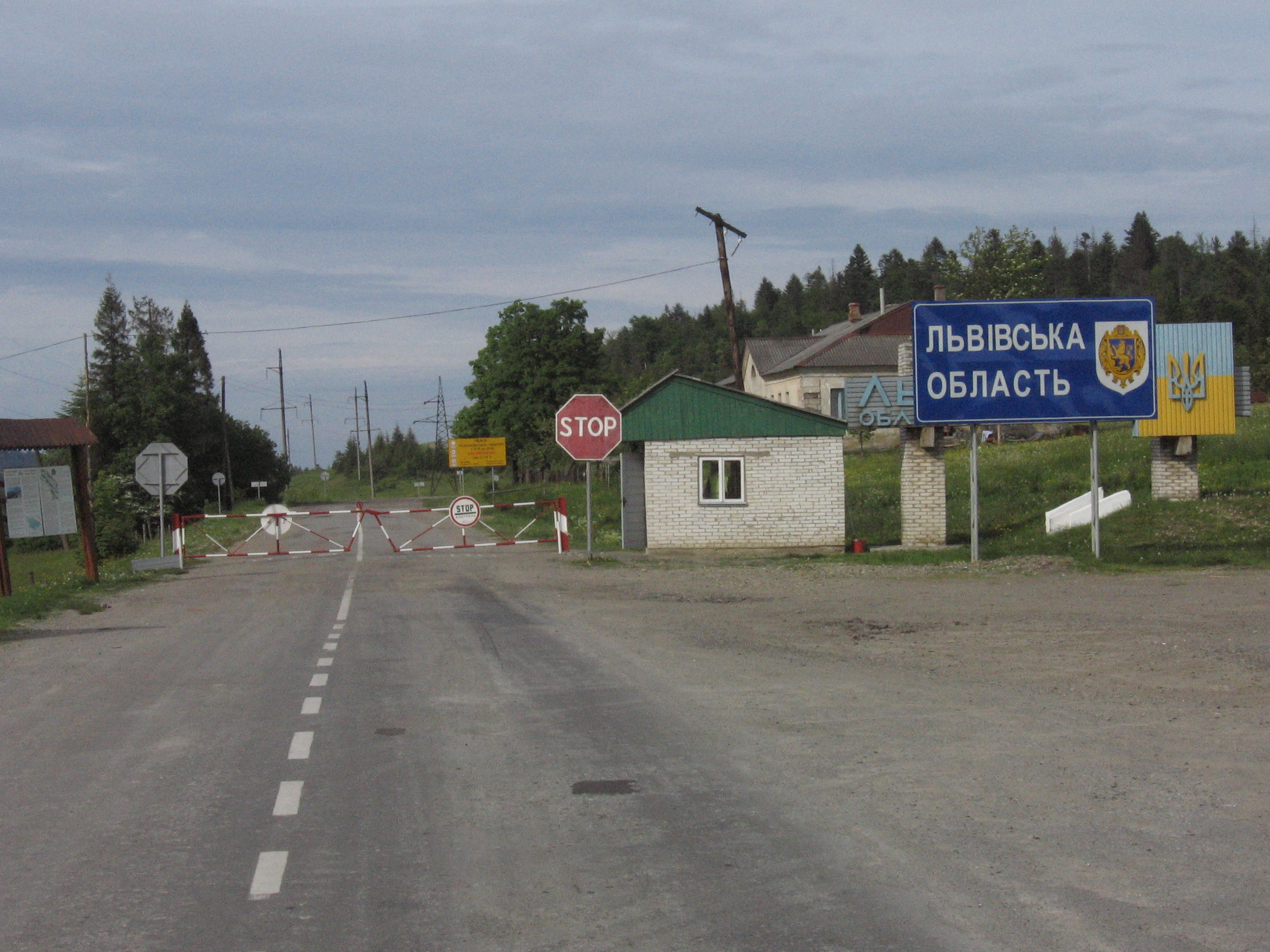
Ukraiński punkt kontrolny na Przełęczy Użockiej
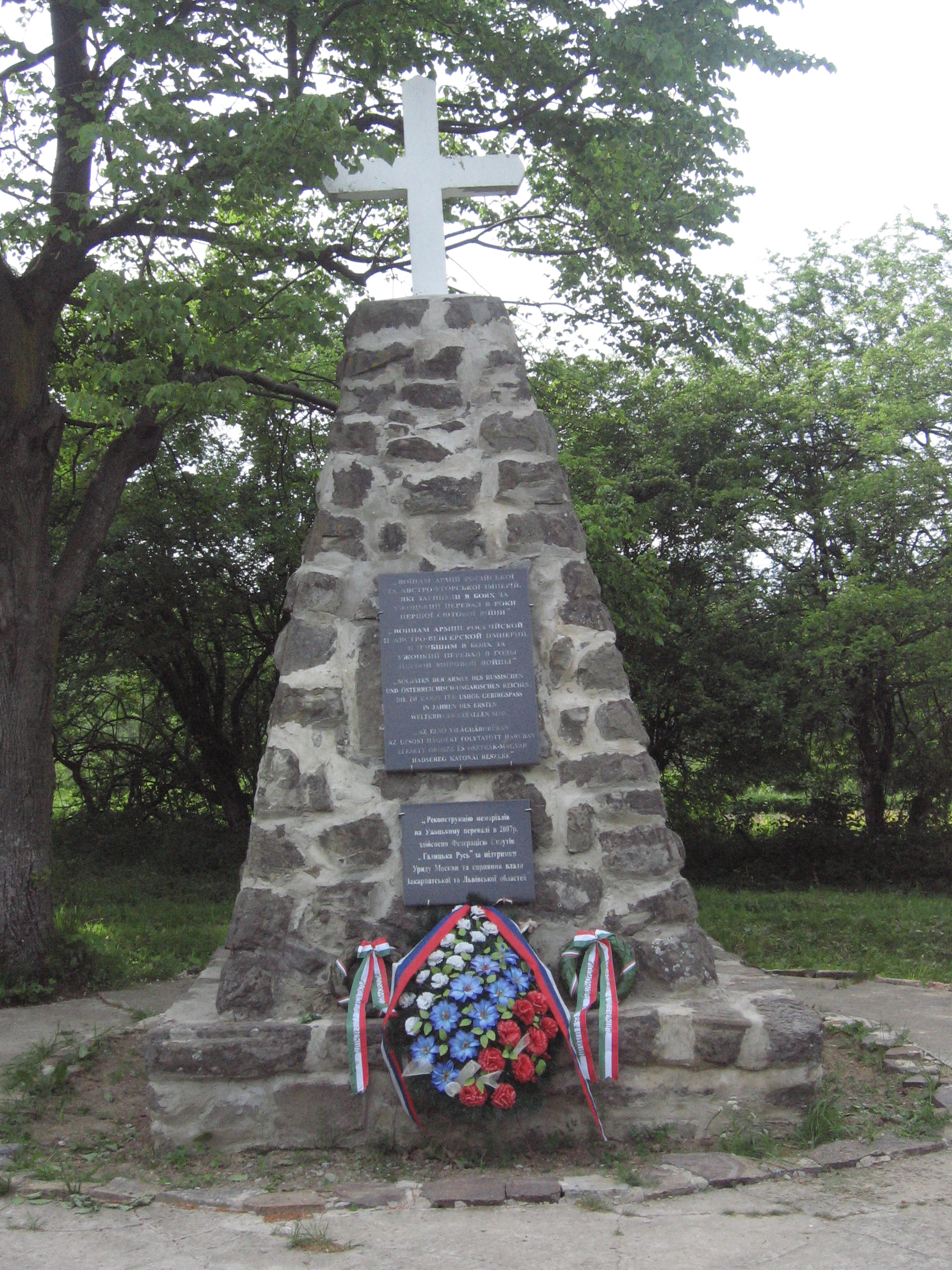
Pomnik poległych żołnierzy armii austro-węgierskiej i rosyjskiej z I wojny światowej znajdujący się na cmentarzu na przełęczy